# The Waifs
The Waifs est un groupe de folk rock australien, originaire d'Albany, en Australie-Occidentale. Il a été formé en 1992 par les sœurs Vikki Thorn (harmonica, guitare, chant) et Donna Simpson (guitare, chant), plus tard rejointes par Josh Cunningham (guitare, chant). Le groupe accueille également pour les concerts et les enregistrements Ben Franz (basse) et David Ross Macdonald (batterie). The Waifs a créé le label indépendant Jarrah Records en juillet 2002, avec le musicien John Butler et leur manager commun Phil Stevens.

## Biographie

### Origines (1992–1996)
The Waifs sont formés en août 1992 à Albany, en Australie-Occidentale, comme groupe de folk rock. Les sœurs Simpson, Donna et Vikki (désormais Vikki Thorn), forment un duo, Colours, à Albany pour jouer des reprises de Bob Dylan et Everly Brothers dans des pubs locaux
,. Leur père, Jimmy Simpson, est pêcheur saisonnier de la plage de Cosy Corner et a acheté sa première guitare à Donna alors qu'elle avait 15 ans. En février 1992, Donna (20 ans) et sa sœur Vikki (16 ans) achètent un Kombi van pour tourner en tant que Colours. Josh Cunningham, un fils de fermier originaire de Moruya, joue de la guitare depuis 1987, et a tourné en Australie jouant de la basse pour un groupe. Les Simpson font la rencontre de Cunnigham (18 ans) alors que Colours joue dans un bar blues de Broome. Après une jam session de dix minutes, Donna invite Cunningham à se joindre à Colours ; Cunningham expliquera plus tard : « il y a un lien qui s'était tissé entre Donna et moi, et c'est ce que je sentais aussi... c'était chaleureux, et je me suis senti bien dès le début. » De retour à Albany, Colours changent de nom pour The Waifs (initialement stylisé The WAiFS) avec Cunningham à la guitare, au ukulélé, à la mandoline, au dobro et au chant, Donna au chant, à la guitare et au tambourine, et Vikki au chant, à l'harmonica et à la guitare
. The Waifs utilisent le Kombi van entre 1992 et 1996 pour voyager de concerts en concerts en Australie.

### Trois premiers albums (1996–2000)
En février 1996, The Waifs se délocalisent à Melbourne, et enregistrent leur premier album, l'éponyme The Waifs, qui est publié en mai la même année par le label indépendant, Outside Music. Le groupe le coproduit avec Jen Anderson et Mick Thomas du groupe de folk rock Weddings Parties Anything. Hormis la production, Anderson est musicien de session sur l'album. Jason MacNeill d'AllMusic décrit The Waifs comme « un stab de folk troubadour et pop acoustique plus adéquat... Par exemple, le groupe est coupable du terme funk folk, un style souvent utilisé à tort ou à travers. »
Leur deuxième album, Shelter Me, est enregistré à Adélaïde aux Mixmasters Studios et, produit par The Waifs, est publié en mars 1998
. Le groupe publie par la suite son troisième  album, Sink or Swim, en juin 2000. Ils recrutent David Ross Macdonald à la batterie et aux percussions – il participe aussi aux tournées.

### Succès etUp All Night(2001–2007)
En 2001, The Waifs recrutent Phil Stevens comme agent artistique – il s'occupe aussi du musicien local John Butler et de son John Butler Trio
. Le groupe commence à jouer dans des festivals de folk au Canada et aux États-Unis. En août, le groupe fait sa première apparition au Newport Folk Festival.
En juillet 2002, The Waifs, Butler, et Stevens, fondent le label indépendant Jarrah Records. Le label est initialement fondé pour la distribution de leurs albums en Amérique du Nord, puis pour l'Australie. La réputation internationale grandissante des Waifs mène à la sortie de Sink or Swim aux US en 2002 chez Jarrah Records. La première sortie des Waifs au sein de Jarrah est l'EP cinq pistes London Still, sorti en juillet, qui a atteint le top 50 de l'ARIA Singles Chart. En octobre, London Still est nommé deux fois aux ARIA Music Awards de 2002 dans les catégories de « meilleur album indépendant » et « groupe en vedette - single ».
Le quatrième album des Waifs, Up All Night, est publié en janvier 2003 et débute troisième des charts. Il est produit par The Waifs, Chris Thompson, et Steven Schram. Pour l'album et la tournée qui suit en son soutien, Ben Franz joue de la basse et de la contrebasse, et du dobro sur le morceau-titre. L'album est certifié disque d'or, puis disque de platine en octobre 2003, et double platine en février 2004. L'EP Lighthouse est publié en avril 2003, ce, leur deuxième à atteindre le top 50. Le groupe joue en soutien à Bob Dylan à sa tournée australienne en mars. Dylan offre au groupe son soutien au groupe à sa tournée nord-américaine qui suit, dont un au Newport Folk Festival. En tournée, Donna fait la rencontre de Ben Weaver, un auteur-compositeur américain. Ils se marient plus tard et auront un fils. En 2003, le groupe participe aussi au Big Day Out, un festival australien.
Aux ARIA Music Awards de 2003, The Waifs remportent quatre catégories : « meilleur album de blues and roots », « meilleur album indépendant », « meilleur album producteur de l'année » et « meilleur album ingénieur-son de l'année » sur huit nominations.
Leur EP Bridal Train est publié en mars 2004 et atteint l'Australian Top 50 Singles Charts en avril. Le morceau-titre raconte le parcours de la grand-mère des Simpson, engagée à la United States Navy, Bob Cain. Thorn remporte l'USA Songwriting Competition pour Bridal Train
. The Waifs publient un double album live, A Brief History..., en novembre, qui débute au top 30 des charts australiens.

### DeSun, Dirt, WateràTemptation(2007–2011)
Leur cinquième album, Sun Dirt Water, est publié en septembre 2007. Il débute et finit deuxième des charts. Vikki a écrit le morceau-titre, Sun Dirt Water, après sa rencontre avec son époux. En 2007, Vikki est l'épouse de Matt Thorn, et vit dans une ferme dans l'Utah et a deux enfants.
The Waifs jouent en Australie en septembre et octobre à la tournée SunDirtWater Tour. Il commence à Broome, et finit au Legs 11, un concert militant pour la recherche sur le cancer du sein. En novembre, le groupe annonce une collaboration avec le John Butler Trio, pour la tournée Union of Soul Tour en janvier–février 2008. La tournée comprend cinq concerts, allant à Denmark, Margaret River, Swan Valley, et deux concerts au Fremantle Arts Centre. Un deuxième album live, Live from the Union of Soul, est publié en janvier 2009. En 2009, Simpson et Weaver divorcent.
Le groupe sort son sixième album studio, Temptation, en mars 2011, qui atteint la troisième place des charts. Il est enregistré à la fin 2010 dans un studio souterrain à Minneapolis en dix jours. En date de mars 2011, Thorn vit dans l'Utah avec sn époux Matt et ses deux enfants, Simpson à Minneapolis avec son fils, Cunningham en Californie avec son épouse Jackie, Macdonald au Canada, et Franz en Australie,. En Australie, Cunningham enregistre son premier album solo, Into Tomorrow.

## Membres

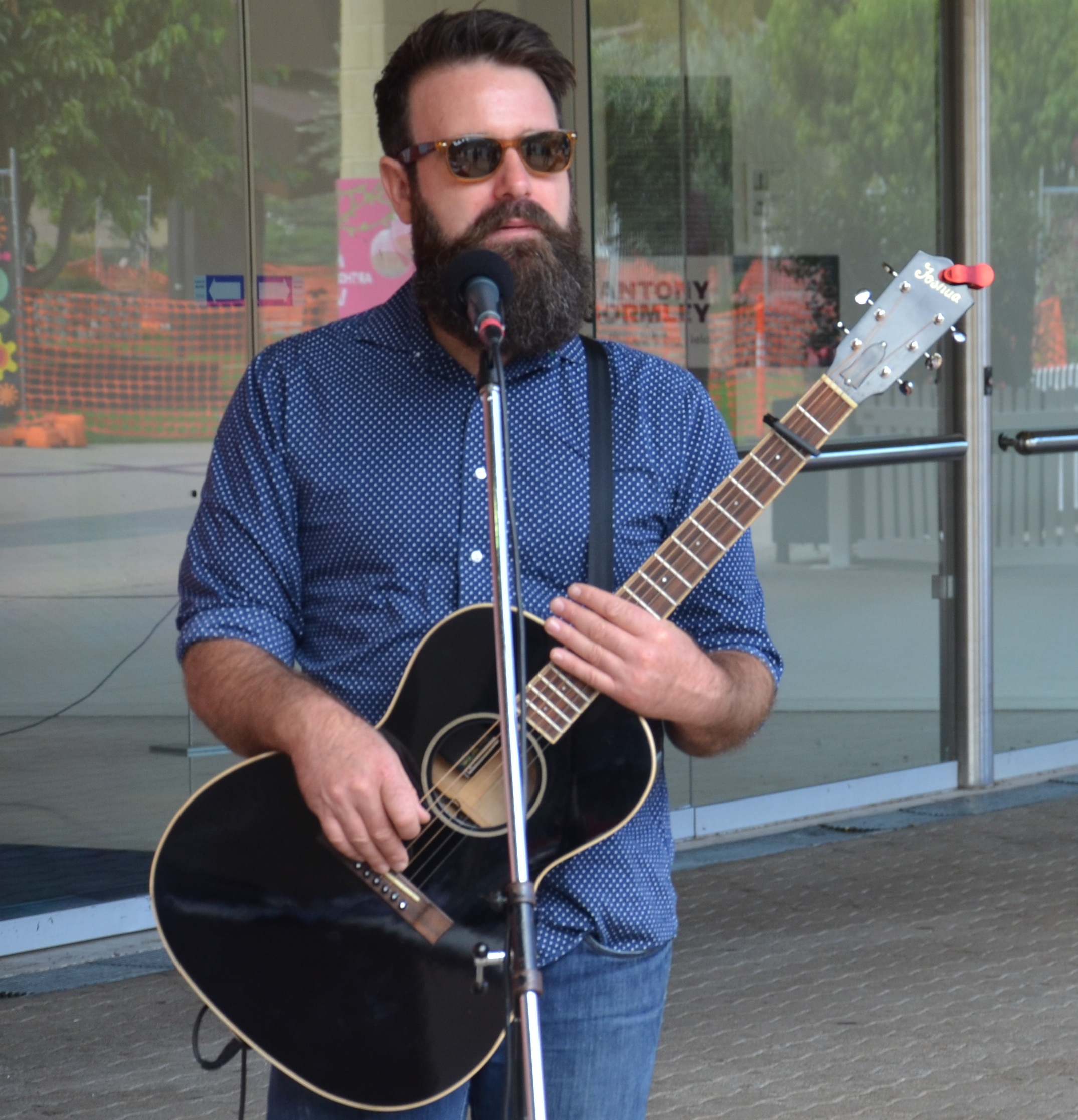
Josh Cunningham en 2017.

### Membres actuels
- Joshua Cunningham — guitare, chant, mandoline, ukulélé, dobro (depuis 1992)
- Donna Simpson — chant, guitare acoustique (depuis 1992)
- Vikki Thorn (née Simpson) — chant, harmonica, guitare acoustique (depuis 1992)

### Membres occasionnels
- Ben Franz — basse, contrebasse, dobro (depuis 2001)
- David Ross Macdonald — batterie, percussions (depuis 1998)
- Mikel Azpiroz – claviers (2009)
- Jen Anderson – violon (1996, 1998)

## Discographie
- 1996 : The Waifs
- 1998 : Shelter Me
- 2000 : Sink or Swim
- 2003 : Up All Night
- 2007 : Sun Dirt Water
- 2011 : Temptation
- 2015 : Beautiful You
- 2017 : Ironbark